# Antennohyllisia rondoni
Antennohyllisia rondoni är en skalbaggsart som beskrevs av Stefan von Breuning 1963. Antennohyllisia rondoni ingår i släktet Antennohyllisia och familjen långhorningar.
Artens utbredningsområde är Laos. Inga underarter finns listade i Catalogue of Life.